# Uncertain (Texas)
Uncertain es una ciudad ubicada en el condado de Harrison en el estado estadounidense de Texas. En el Censo de 2010 tenía una población de 94 habitantes y una densidad poblacional de 71,02 personas por km².

## Geografía
Uncertain se encuentra ubicada en las coordenadas 32°42′2″N 94°8′00″O / 32.70056, -94.13333. Según la Oficina del Censo de los Estados Unidos, Uncertain tiene una superficie total de 1.32 km², que corresponden a tierra firme.

## Demografía
Según el censo de 2010, había 94 personas residiendo en Uncertain. La densidad de población era de 71,02 hab./km². De los 94 habitantes, Uncertain estaba compuesto por el 78.72% blancos y el 21.28% eran afroamericanos.